# Sekret papieski
Sekret papieski (łac. secretum pontificium) – potoczna nazwa tajemnicy papieskiej dotyczącej zakazu udostępniania dokumentów postępowań kanoniczych. 17 grudnia 2019 ukazał się dekret papieski o zniesieniu tajemnicy papieskiej w sprawach postępowań wobec duchownych oskarżonych o wykorzystywanie małoletnich. Jak tłumaczył abp Charles Scicluna „diecezja, która posiada daną dokumentację nie jest zobowiązana do zachowania tajemnicy papieskiej i może zdecydować, jeśli będzie taka potrzeba, o współpracy, przekazując jej kopię także władzom cywilnym”.

## Znaczenie
Jak stwierdził abp Wojciech Polak, delegat Konferencji Episkopatu Polski ds. ochrony dzieci i młodzieży, to ważny krok ku przejrzystości postępowania i zarazem potwierdzenie gotowości współpracy z władzami cywilnymi. „Dotychczas wymóg zachowania sekretu papieskiego sprawiał, że diecezje lub zakony nie miały możliwości pełnej współpracy z organami ścigania prowadzącymi własne śledztwo. Nie mogły np. przekazywać im dokumentów z postępowań kanonicznych. Po prostu bez zgody Watykanu nie można było ich wydać.
Wraz ze zniesieniem sekretu papieskiego papież Franciszek dokonał jeszcze dwóch modyfikacji. Włączył do kategorii najcięższych przestępstw: pozyskiwanie, przechowywanie lub rozpowszechnianie przez duchownego w celach seksualnych obrazów pornograficznych osób poniżej 18. roku życia. Dotychczas granica wieku wynosiła 14 lat. Ponadto w sprawach dotyczących najcięższych przestępstw adwokatem i prokuratorem może być od tej pory także osoba świecka, posiadająca doktorat z prawa kanonicznego, a nie tylko duchowny.